# Melicharia doddi
Melicharia doddi är en insektsart som beskrevs av William Lucas Distant 1910. Melicharia doddi ingår i släktet Melicharia och familjen Flatidae. Inga underarter finns listade i Catalogue of Life.